# Edward Alexander Partridge
Edward Alexander Partridge (5 novembre 1861 – 3 août 1931) était un enseignant, un agriculteur, un radical agraire, un homme d'affaires et un auteur canadien.

## Biographie
Troisième fils d'une famille de paysans, Edward Alexander Partridge est né le 5 novembre 1861 près de Crown Hill, à Springwater, en Ontario mais a déménagé ensuite en Saskatchewan où il a enseigné puis est devenu agriculteur. Il était actif au sein de l'Association territoriale des céréaliers (TGGA), fondée en 1902, qui traitait de divers problèmes liés au marché céréalier de l'ouest canadien. Il a fondé en 1906 la coopérative Grain Growers 'Grain Company, l'organisme prédécesseur de la coopérative United Grain Growers, et un hebdomadaire très diffusé, le Guide des producteurs de céréales. Il est aussi connu pour son «plan Partridge», une proposition large et visionnaire pour aborder un large éventail de problèmes des agriculteurs, éliminant de nombreux abus causés par le quasi-monopole des entreprises de silos à grains, et qui a entraîné des réformes importantes par les gouvernements provinciaux

### Les débuts de l'Association territoriale des céréaliers
Les agriculteurs ont formé l'Association territoriale des céréaliers (TGGA) en janvier 1902, pour les aider à combattre les abus commis par les négociants en grains et les chemins de fer,. Edward Alexander Partridge a commencé à pousser les membres de la TGGA à exiger plus de contrôle du système de classement et d'inspection des silos à grains. Il a également proposé une coopérative de commerce céréalier détenue par les agriculteurs, ainsi qu'un journal pour aider à la communication entre eux et permettre une plus grande participation des agriculteurs dans les questions politiques.

### La fondations de la Grain Growers' Grain Company

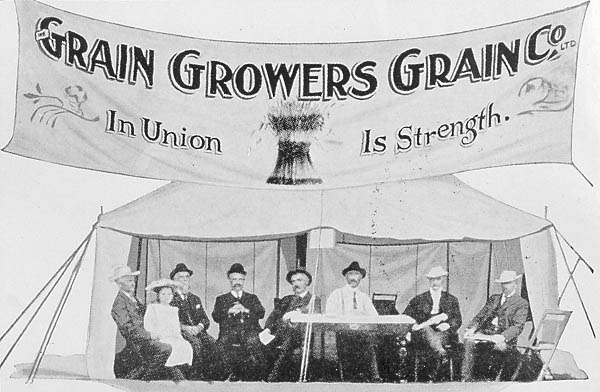
Début GGGC stand

La section de lac de Sintaluta s'est montrée préoccupée par le fonctionnement de la Bourse des grains de Winnipeg et a persuadé le gouvernement fédéral de nommer un "chien de garde" pour s'assurer qu'elle réserve un traitement correct aux producteurs de grains. Ils ont envoyé Edward Alexander Partridge à Winnipeg en janvier-février 1905 pour observer le comportement de cette Bourse des grains de Winnipeg.
En 1906, Edward Alexander Partridge a parlé lors de la convention de la SGGA, l'association qui avait pris le relais en Saskatchewan de la TGGA, et a attaqué le système de manutention des grains. Il a accusé les entreprises de silos, les meuniers et les exportateurs d'avoir truqué les prix des céréales de sorte que ces prix ont été faibles au cours de l'automne, période de récolte, lorsque les agriculteurs ont dû vendre pour obtenir de l'argent pour payer leurs dettes. Ces grandes entreprises ont ensuite fait des contrats à terme pour revendre les mêmes céréales et assurer la livraison à des prix plus élevés. De nombreux membres de son auditoire ont été convaincus par son argumentation.
Le 27 janvier 1906, la Grain Growers' Grain Company (GGGC) a été fondée comme une société coopérative pour gérer la commercialisation du grain. La GGGC s'est engagée dans une longue lutte contre les sociétés céréalières et pour obtenir un siège à la Bourse des Grains de Winnipeg mais elle en a été expulsée pour avoir offert des ristournes à ses membres et clients. Elle a ensuite été autorisée à revenir à la Bourse des Grains de Winnipeg lorsque la Manitoba Grain Growers' Association MGGA a exercé des pressions sur le gouvernement de Rodmond Roblin. Le président de la MGGA, D. W. McCuaig, a en particulier poursuivi trois des membres de la bourse pour entrave au commerce.
Edward Alexander Partridge a démissionné en tant que président de la Grain Growers' Grain Company (GGGC) lors de la convention de 1907, en partie parce que la structure coopérative a été modifiée pour répondre aux exigences de la Bourse des Grains, en partie aussi parce qu'il n'était plus intéressé par le fonctionnement de la société qu'il avait lancée. En 1908, il a perdu une jambe dans un accident.

### Grain Growers Guide

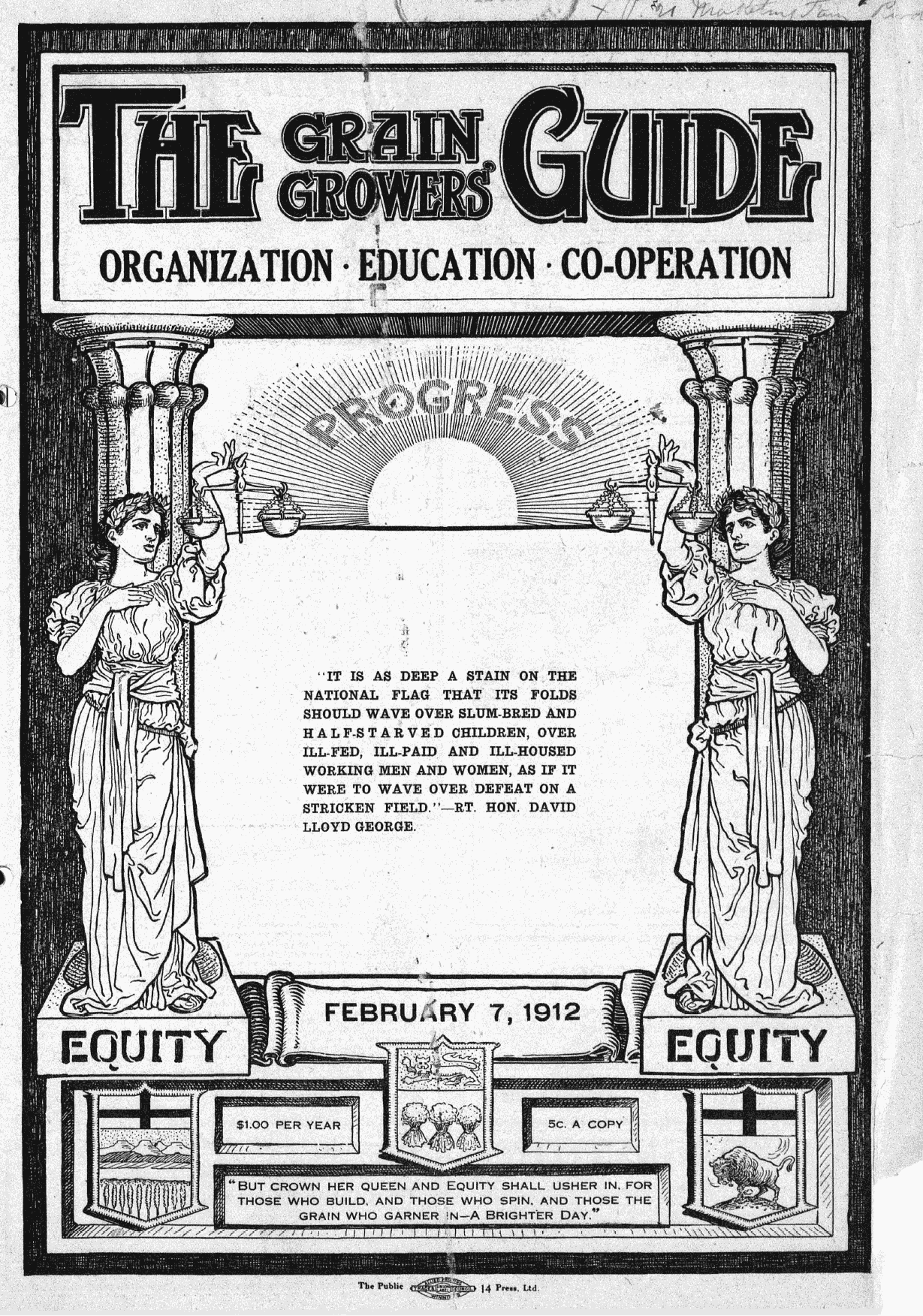
Grain Growers Guide Couvercle (7 février 1912)

Edward Alexander Partridge a estimé que la presse avait donné un traitement injuste de la lutte des paysans de l'Ouest canadien pour obtenir des coopératives et a participé à l'organisation des agriculteurs pour créer la publication hebdomadaire Grain Growers' Guide, apparue en 1908, éditée par lui.
Avec Thomas Crerar, du Manitoba, il a participé à la convention de janvier 1909 de l'United Farmers of Alberta, qui a ensuite fusionné avec la Société Canadienne de l'Équité pour former les Fermiers Unis de l'Alberta. À la suite de cette fusion, le Homestead et le Le Grand Ouest, journaux concernés, ont été absorbés par le Grain Growers Guide.

### Publications
- Manifeste de la Non-Partie de la Ligue de l'Ouest du Canada (Winnipeg, 1913)
- National de la commercialisation du blé (n.p., [1921?])
- Une guerre contre la pauvreté: une guerre qui peut mettre fin à la guerre (Winnipeg, [1925]).